# Okręg wyborczy Derby South
Okręg wyborczy Derby South powstał w 1950 r. i wysyła do brytyjskiej Izby Gmin jednego deputowanego. Okręg obejmuje południową część miasta Derby.

## Deputowani do brytyjskiej Izby Gmin z okręgu Derby South
- 1950–1970: Philip Noel-Baker, Partia Pracy
- 1970–1983: Walter Johnson, Partia Pracy
- 1983– : Margaret Beckett, Partia Pracy